# Fiat 600

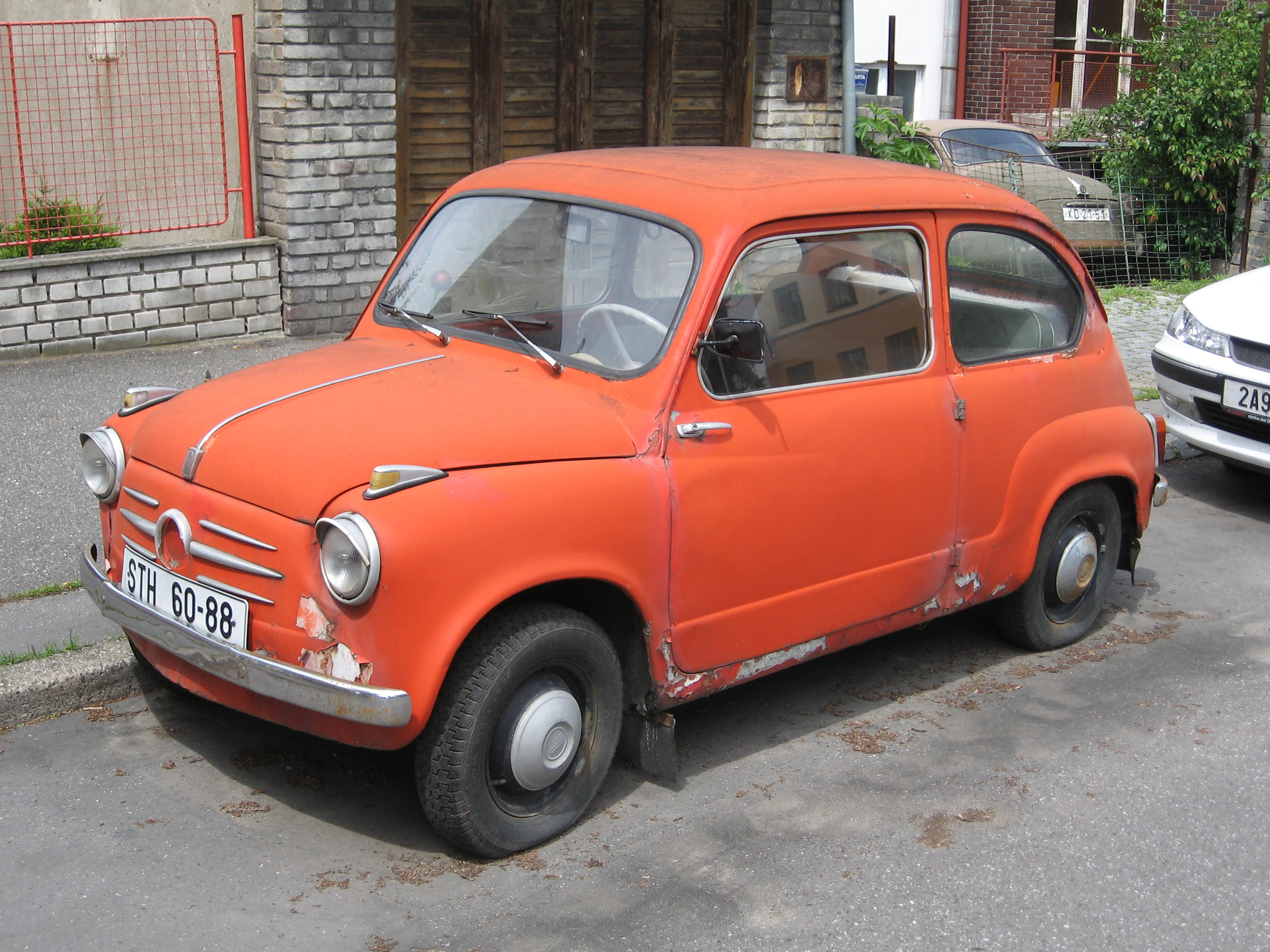
Fiat 600

Fiat 600 (sau „Seicento”) este un autoturism cu o lungime de 3,22 metri, fabricat între 1955 și 1969 de constructorul italian de vehicule Fiat. Fiat 600 a fost primul model Fiat cu motor posterior. În total s-au produs 2 604 000 de unități din acest model la uzina din Mirafiori. În Spania, uzina Zona Franca din Barcelona a produs sub licență un model derivat din 600 pentru compania SEAT, Seiscientos.